# Smilax austrozhejiangensis
Smilax austrozhejiangensis là một loài thực vật có hoa trong họ Smilacaceae. Loài này được Q.Lin miêu tả khoa học đầu tiên năm 1990.